# Timothy B.
| Recensione | Giudizio |
| ---------- | -------- |
| AllMusic   | [ 1 ]    |

Timothy B. è il secondo album solistico del bassista e cantante (ed ex membro dei Poco e degli Eagles) statunitense Timothy B. Schmit, pubblicato casa discografica MCA Records nell'ottobre del 1987.

## Tracce

### LP
Lato A
1. Boys Night Out – 4:36 (Timothy B. Schmit, Will Jennings, Bruce Gaitsch)
2. Don't Give Up – 3:57 (Timothy B. Schmit)
3. Hold Me in Your Heart – 4:42 (Timothy B. Schmit, Will Jennings, Bruce Gaitsch)
4. Everybody Needs a Lover – 4:30 (Timothy B. Schmit, Will Jennings, Bruce Gaitsch)
5. Into the Night – 4:37 (Timothy B. Schmit)

Lato B
1. A Better Day Is Coming – 4:29 (Timothy B. Schmit, Will Jennings, Bruce Gaitsch)
2. Jazz Street – 4:15 (Timothy B. Schmit, Will Jennings, Bruce Gaitsch)
3. I Guess We'll Go on Living – 5:32 (Timothy B. Schmit, Will Jennings, Bruce Gaitsch)
4. Down Here People Dance Forever – 6:27 (Timothy B. Schmit, Will Jennings, Bruce Gaitsch)

## Musicisti
- Timothy B. Schmit - voce
- Timothy B. Schmit - basso (brano: Don't Give Up)
- Timothy B. Schmit - accompagnamento vocale-cori (brani: Boys Night Out e Down Here People Dance Forever)
- Timothy B. Schmit - cymbals (brano: Down Here People Dance Forever)
- Bruce Gaitsch - chitarre, programming
- Robert Irving - tastiere (brano: Don't Give Up)
- Randy Waldman - tastiere (brano: Don't Give Up
- Randy Waldman - piano (brani: Everybody Needs a Lover e A Better Day Is Coming)
- Randy Waldman - piano e tromba (brano: Jazz Street)
- Randy Waldman - sintetizzatore (brano: I Guess We'll Go on Living)
- Jonathan Moffett - cymbals (brani: Boys Night Out, Hold Me in Your Heart e Down Here People Dance Forever)
- Jonathan Moffett - percussioni (brano: A Better Day Is Coming)
- Jerry Hey - tromba, arrangiamento strumenti a fiato (brano: Down Here People Dance Forever)
- Gary Grant - tromba (brano: Down Here People Dance Forever)
- Larry Williams - sassofono tenore (brano: Down Here People Dance Forever)
- Jim Horn - sassofono baritono (brano: Down Here People Dance Forever)
- Siedah Garrett - accompagnamento vocale-cori (brani: Boys Night Out, Jazz Street e Down Here People Dance Forever)
- Julia Waters - accompagnamento vocale-cori (brani: Boys Night Out e Down Here People Dance Forever)

Note aggiuntive
- Dick Rudolph - produttore
- Bruce Gaitsch - co-produttore
- Registrazioni effettuate al The Studio e Robert Irving's Studio di Woodland Hills, California; al Waldman Zebra Studio di Studio City, California ed al Bossa Nova Hotel di San Fernando, California
- Bruce Gaitsch - ingegnere delle registrazioni
- Rusty Weaver - assistente ingegnere delle registrazioni (The Studio)
- Bud Rizzo - assistente ingegnere delle registrazioni (Waldman Zebra Studio e Bossa Nova Hotel)
- Robbie Weaver, Dick Rudolph e Robert Irving - assistenti aggiunti ingegnere delle registrazioni
- Mixaggio effettuato da Bill Bottrell al Smoke Tree Ranch di Chatsworth, California
- Bob Fudjinsky e Doug Parry assistenti ingegnere del mixaggio
- Mastering effettuato da Bernie Grundman al Bernie Grundman Mastering di Los Angeles, California
- "JA" (Jeff Adamoff) - art direction copertina album
- Ron Larson - design copertina album
- Randee St. Nicholas - foto copertina album[3]

## Classifica
Album
| Anno | Classifica    | Posizione raggiunta |
| ---- | ------------- | ------------------- |
| 1987 | Billboard 200 | 106                 |

Singoli
| Anno | Titolo del brano | Classifica            | Posizione raggiunta |
| ---- | ---------------- | --------------------- | ------------------- |
| 1987 | Boys Night Out   | Mainstream Rock Songs | 17                  |
| 1987 | Boys Night Out   | Billboard Hot 100     | 25                  |
| 1988 | Don't Give Up    | Adult Contemporary    | 30                  |